# Schloss Gosau
Das Schloss Gosau befand sich in Gosau im Salzkammergut in Oberösterreich.

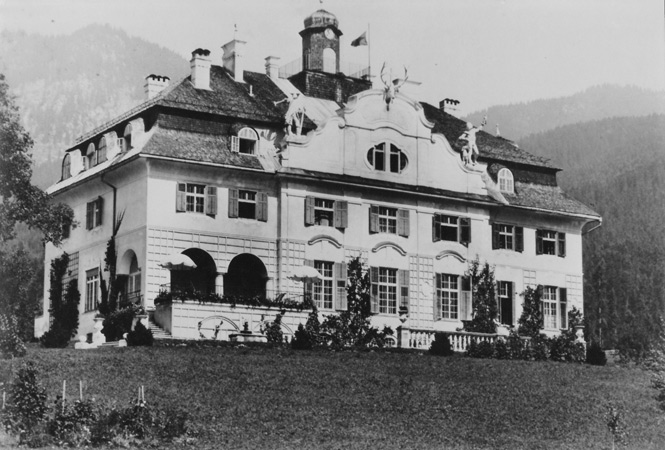
Schloss Gosau, Aufnahme aus dem frühen 20. Jahrhundert

## Geschichte
Das Schloss wurde im Auftrag von Graf Ernst Emanuel von Silva-Tarouca (1860–1936) in den Jahren 1909 bis 1912 errichtet. Der Baustil war Neobarock. 
Das Schloss wurde nach dem Tod des Grafen an mehrere Besitzer weiterverkauft und als Hotel in der Nachkriegszeit betrieben. Es wurde trotz Protesten im Jahre 1977 abgerissen.